# Michael W. Bauer
Michael W. Bauer (* 16. August 1969 in Mannheim) ist ein deutscher Politik- und Verwaltungswissenschaftler. Er ist Professor an der Deutschen Universität für Verwaltungswissenschaften Speyer.

## Wissenschaftliche Laufbahn
Michael Bauer studierte von 1990 bis 1996 Sozialwissenschaften, Deutsche Philologie und Neuere Deutsche Geschichte an den Universitäten Mannheim, Frankfurt am Main, Wien und Berlin. Er graduierte 1996 als Diplom-Sozialwissenschaftler von der Humboldt-Universität zu Berlin. 1996–1997 absolvierte er den Master of Arts für Europäische Politik und Verwaltungswissenschaften am renommierten Europakolleg Brügge. Von 1997 bis 2000 promovierte Michael Bauer am Europäischen Hochschulinstitut in Florenz bei Adrienne Héritier mit einer Arbeit zur Implementation der EU-Strukturpolitik.
Nach beruflichen Stationen als wissenschaftlicher Mitarbeiter am Max-Planck-Institut zur Erforschung von Gemeinschaftsgütern Bonn und als Referent für Grundsatzfragen der europäischen Einigung in der Europaabteilung der Hessischen Staatskanzlei war Michael Bauer von 2004 bis 2009 wissenschaftlicher Assistent bei Christoph Knill am Lehrstuhl für vergleichende Policy-Forschung und Verwaltungswissenschaft des Fachbereichs Politik- und Verwaltungswissenschaft der Universität Konstanz. Er habilitierte sich dort 2008 und erhielt die venia legendi für die Fächer Politik- und Verwaltungswissenschaft.
2009 nahm Bauer den Ruf als Professor für Politik und Verwaltung (Nachfolge von Hellmut Wollmann) am Institut für Sozialwissenschaften der Humboldt-Universität zu Berlin an. Nach Rufen an die Christian-Albrechts-Universität zu Kiel, an die Universität Konstanz und an die Universität Potsdam wechselte Bauer 2012 auf eine Professur für vergleichende Verwaltungswissenschaft und Policy-Analyse an der Deutschen Universität für Verwaltungswissenschaften Speyer. Für sein Lehr- und Forschungsengagement im Bereich der europäischen Einigung wurde ihm 2013 der Status als Jean-Monnet-Professor durch die Europäische Union verliehen. Michael Bauer lehrt zudem als Gastprofessor an der Universidade A Coruña, am Instituto Superior De Ciências do Trabalho e da Empresa (ISCTE) des Instituto Universitário de Lisboa und an der Türkisch-Deutschen Universität Istanbul.
Seine Forschungsschwerpunkte liegen im Bereich der vergleichenden Verwaltungswissenschaft und der EU-Policy-Analyse, wobei insbesondere Fragen der EU-Verwaltung, internationalen Bürokratien und Regieren in Mehrebenensystemen im Mittelpunkt stehen.
Michael W. Bauer ist Mitglied in den Herausgebergremien verschiedener nationaler und internationaler Fachzeitschriften wie International Journal of Public Administration, Public Policy and Administration, West European Politics und der moderne staat.

## Publikationen (Auswahl)
- Michael W. Bauer, Christoph Knill, Steffen Eckhard (Hrsg.): International Bureaucracy: Challenges and Lessons for Public Administration Research, London / New York: Palgrave Macmillan, 2017.
- Christoph Knill, Michael W. Bauer (guest editors): Governance by international public administrations? Tools of bureaucratic influence and effects on global public policies. Journal of European Public Policy, Special Issue, Vol. 23, Nr. 7, 2016.
- Michaël Tatham, Michael W. Bauer: The State, the Economy, and the Regions: Theories of Preference Formation in Times of Crisis. In: Journal of Public Administration Research and Theory (JPART), Vol. 26, Nr. 4, 2016, S. 631–646.
- Michael W. Bauer, Jarle Trondal (Hrsg.): The Palgrave Handbook of the European Administrative System, London / New York: Palgrave Macmillan, 2015.
- Michael W. Bauer, Stefan Becker: The Unexpected Winner of the Crisis: The European Commission’s Strengthened Role in Economic Governance. In: Journal of European Integration, Vol. 36, Nr. 3, 2014, S. 213–229.
- Michael W. Bauer, Christoph Knill: A Conceptual Framework for the Comparative Analysis of Policy Change: Measurement, Explanation and Strategies of Policy Dismantling. In: Journal of Comparative Policy Analysis: Research and Practice, Vol. 16, Nr. 1, 2014, S. 28–44.
- Michael W. Bauer, Andrew Jordan, Christoffer Green-Pederson, Adrienne Héritier (Hrsg.): Dismantling Public Policy: Preferences, Strategies, and Effects. Oxford: Oxford University Press, 2012.
- Michael W. Bauer (guest editor): Reforming the European Commission, Special Issue. Journal of European Public Policy, Vol. 15, Nr. 5, 2008 (ebenso publiziert unter: Michael W. Bauer (Hrsg.): Reforming the European Commission, London: Routledge, 2009).
- Michael W. Bauer, Christoph Knill (Hrsg.): Management Reforms in International Organizations, Baden-Baden: Nomos (Verwaltungsressourcen und Verwaltungsstrukturen), 2007.
- Michael W. Bauer: Limitations to Agency Control in EU Policy-Making. The Commission and the Poverty Programmes. In: Journal of Common Market Studies, Vol. 40, Nr. 3, 2002,

S. 381–400.
- Philippe C. Schmitter, Michael W. Bauer: A (Modest) Proposal for Expanding Social Citizenship in the European Union. In: Journal of European Social Policy, Vol. 11, Nr. 1, 2001, S. 55–65.